# Họ Sam
Họ Sam (danh pháp khoa học Limulidae) là họ chân khớp duy nhất trong phân bộ Xiphosurida, Bộ Đuôi kiếm (Xiphosura). Họ này gồm 4 loài sam (tiếng Anh: Horseshoe Crab). Loài được biết đến nhiều nhất có lẽ là sam Mỹ (Limulus polyphemus). Do đã tồn tại cách ngày nay 450 triệu năm (Mya), các loài sam được xem là hóa thạch sống.

## Phân loại
- Họ Limulidae Zittel, 1885
  - Phân họ Mesolimulinae † Størmer, 1952 (Hạ Trias tới Phấn trắng)
  - Phân họ Limulinae Zittel, 1885 hay Xiphosuridae
    - Tông Tachypleini Pocock, 1902 (Miocen tới gần đây)
      - Chi Tachypleus: 2-3 loài sinh tồn (Tachypleus tridentatus, T. gigas, T. hoeveni?)

    - Tông Limulini Zittel, 1885 (gần đây)
      - Chi Carcinoscorpius: 1 loài sinh tồn (Carcinoscopius rotundicauda)
      - Chi Limulus: 1 loài sinh tồn (Limulus polyphemus)